# 戚本禹回忆录
《戚本禹回忆录》是中央文化革命小组前成员戚本禹的回忆录，2016年4月出版，2018年5月再版。

## 出版
戚本禹2011年11月到海口开始回忆录的口述录音，先后由彭伟、孟繁华、郭亚馥、高海清、冯国治、汪晖协助整理补充，韩刚、徐海亮等提出修改意见。2016年3月戚本禹审定书稿，4月19日付印，4月28日上市。第一版上下册两千套一个月售罄。6月21日至25日香港牛头角道迷你仓大火，致700余套《戚本禹回忆录》焚毁。

## 评论
- 逄先知、吕澄、沈栋年、王象乾、李公绰等曾与戚本禹共事者座谈后，在《炎黄春秋》上发表三篇长文——《揭穿〈戚本禹回忆录〉中的谎言》（上、中、下），全面批评该书与事实不符之处，“戳穿了书中多个谎言”。[2]
- 武汉文革亲历者座谈《戚本禹回忆录》，老田说：“逄先知表面上是反驳事实，但根子上却是方法论分歧。”[3]
- 何新：“以此书立言，戚本禹之名不朽矣！这是一部极其重要而且难得的中南海及文革往事历史实录和第一手的政治文献。”[4]
- 东夫（王东渝）：“戚本禹的最大独特之处在于，他是文革中央左派集团中，唯一‘死不改悔’又留下完整回忆录的。正是这个独特之处，成就了它不可多得的史料价值。”“披露的事实权威性、可信度很高。你可以不同意他的观点，但必须面对他摆出的事实。”[5]
- 徐海亮：“这半年与一些严肃的学者讨论，他们针对社会上的批判与反驳之声，觉得基本上还是可信的，不存在所谓毫无价值。”[6]
- 张霖之女儿张光渝发表《煤炭部长张霖之因何而死？——揭穿戚本禹的避罪谎言》，指责回忆录关于张霖之死亡部分是“既无耻又恶毒的狡辩”。[7]:1 余汝信认为，毛泽东从未称张霖之为走资派，戚本禹将他人编造当“回忆”，可信度堪忧。[7]:19
- 阎长贵：回忆录的内容“和人们所希望和期待的差得太远了。”[7]:20关于关锋和阎长贵关系的一段话“完全是胡编乱造”。[7]:23
- 自由亚洲电台：刨去作者的思维理念，丢弃凡尘的政治正确，不论文笔的优美恬畅，被一些自由派读者誉为“富矿”的《戚本禹回忆录》，仅历史考证平台喷薄出的巨大当量，就已价值连城。[8]
- 《亚洲周刊》：有学者认为，《戚本禹回忆录》以其文化大革命重要参与者的独特视角和丰富史料，为后人解读文革史。戚本禹最终没能看到回忆录出版，但在「五一六通知」五十周年、文革发动五十周年之际，这位中央文革小组最后一位离世的成员，已经用他心血留下一座值得挖掘的富矿。[9]
- 孙言诚：和王力一样，戚本禹也竭力洗刷当年毛泽东和中央文革支持红卫兵“破四旧”的罪恶。那罪恶毕竟太大，责任人谁都想切割。最好的切割办法就是把罪责推给别人。王力推给了陶铸和新华社、《人民日报》，戚本禹则推给了叶剑英、万里和首都工作组。[10]